# I Know (I Know)
"I Know (I Know)" es una canción escrita por John Lennon lanzada en su álbum de 1973 Mind Games. La canción está incluida en el box set de 1998, John Lennon Anthology. Lennon ha llamado a la canción, "solo un pedazo de nada". Muchas personas consideran que esta canción contiene algunos guiños hacia Paul McCartney, por lo que puede ser considerada como una canción de disculpas por todos los problemas que hubo entre ellos. Otros sostienen que habla sobre su separación y posterior reconciliación con Yoko Ono.

## Personal
Los músicos que realizaron en la grabación original eran los siguientes:
- John Lennon - voz, guitarra acústica
- David Spinozza - guitarra
- Ken Ascher - teclados
- Gordon Edwards - Bajo
- Jim Keltner - batería